# Allan Marques Loureiro
Allan Marques Loureiro (født 8. januar 1991 i Brasilien) er en fodboldspiller, der spiller for  holdet Botafogo.